# Batrachoseps wrighti
Batrachoseps wrighti é uma espécie de anfíbio caudado pertencente à família Plethodontidae, endémica dos Estados Unidos da América.